# Казимирово (платформа)
Казими́рово (бел. Казімі́рава) — остановочный пункт пассажирских поездов пригородного сообщения в Жлобинском районе (Гомельская область, Белоруссия).
Расположен между станцией Красный Берег и остановочным пунктом Малевичи (отрезок Осиповичи — Жлобин железнодорожной линии Минск — Гомель). Действует пригородное пассажирское сообщение электропоездами по маршруту Осиповичи — Жлобин, а также дизель-поездом по маршруту Рабкор — Жлобин.
Примерное время в пути со всеми остановками от ст. Осиповичи I — 1 ч. 55 мин., от ст. Жлобин — 20 мин.
Ближайший населённый пункт — деревня Чертёж — расположен в 1,7 км к северо-западу от платформы. В непосредственной близости от остановочного пункта размещено садоводческое товарищество.
Билетная касса в здании платформы отсутствует; билет на проезд можно оплатить у кассиров (поезда на данном участке сопровождаются кассирами) или приобрести онлайн.